# Fabrizzio Aragón
Fabrizzio Aragón (Lima, Perú, 7 de septiembre de 2000) es un futbolista peruano. Juega de defensa central y actualmente juega en FC San Marcos de la Liga 2 de Perú.

## Trayectoria

### Universitario de Deportes
Llegó a los 15 años a Universitario de Deportes procedente de la Academia Cantolao para jugar en las divisiones menores del club, llegó a ser el capitán de la categoría 2000. El 2017 fue promovido al primer equipo por Pedro Troglio. Estuvo en el banco de suplentes en un encuentro contra Juan Aurich jugado en Guadalupe. El 2018 firma su primer contrato profesional con el club.
Luego de estar 2 años en reserva, con la llegada de Gregorio Pérez, Aragón vuelve a tener la oportunidad de ser presentado con el primer equipo. Sin embargo, no tuvo la oportunidad de debutar profesionalmete ni salir en el banco de suplentes. A finales del 2020 no se le renueva su contrato.
En el 2021 ficha por Pirata FC, donde logra debutar profesionalmente, además de obtener continuidad con 18 partidos en el año fue Preseleccionado como defensa en el mejor once de la Liga 2 según la SAFAP.
Para el 2022 ficha por Sport Chavelines donde desciende de categoría a la Copa Perú.
Fue parte de la selección peruana sub-17 con la que disputó el campeonato sudamericano de la categoría en 2017 en Chile,debutó en el partido contra la selección de Venezuela.
En el 2024 fichó por Juan Pablo II College para afrontar la Liga 2 2024. A final de temporada logró el ansiado ascenso a la Liga 1 al quedar como subcampeón del torneo. Jugó 17 partidos y anotó 2 goles.

## Clubes
| Club                      | País | Año         | PJ | Goles |
| ------------------------- | ---- | ----------- | -- | ----- |
| Universitario de Deportes | Perú | 2017 - 2020 | 0  | 0     |
| Pirata                    | Perú | 2021        | 18 | 1     |
| Sport Chavelines          | Perú | 2022        | 22 | 0     |
| Santos                    | Perú | 2023        | 3  | 0     |
| San Marcos                | Perú | 2025 -      |    |       |

## Palmarés

### Torneos Cortos
| Título          | Club                      | País | Año  |
| --------------- | ------------------------- | ---- | ---- |
| Torneo Apertura | Universitario de Deportes | Perú | 2020 |

### Distinciones individuales
| Distinción                                                                | Año  |
| ------------------------------------------------------------------------- | ---- |
| Preseleccionado como defensa en el mejor once de la Liga 2 según la SAFAP | 2021 |